# Dario III di Persia
Dario III di Persia (380 a.C. – Battriana, luglio 330 a.C.), nato con il nome Artashata e detto dai greci Codomano, fu l'ultimo esponente degli Achemenidi a regnare sull'Impero persiano.

## L'ascesa al trono e i primi anni di regno
Nel 338 a.C. il re di Persia Artaserse III cadde vittima di una congiura, ordita dal suo visir e consigliere Bagoas, che assassinò tutti i suoi figli tranne il più giovane, Aršan (chiamato dai greci Arses), che mise sul trono con il nome reale di Artaserse IV. Due anni dopo il visir avvelenò anche Arses, per via del suo desiderio di regnare senza il suo appoggio, e mise al suo posto Artashata, il quale adottò il nome reale di Dario III. Presto questi si liberò astutamente della presenza del pericoloso visir avvelenandolo a sua volta con un inganno: quando l'appena incoronato Dario volle diventare indipendente dal potente visir Bagoas tentò di avvelenare anche lui, ma il sovrano fu avvertito della congiura e costrinse il visir a bere il suo stesso veleno davanti a tutta la corte durante il banchetto d'incoronazione. A quel punto Dario, che era stato incoronato nell'estate del 336 a.C., salì effettivamente al trono; egli apparteneva a un ramo secondario della dinastia achemenide.
Pare che l'epiteto Codomanos fosse l'adattamento greco del suo nome originale persiano, Artashata, mentre il nome di Dario gli fu imposto al momento dell'elezione, probabilmente con lo scopo di fornire una maggiore legittimazione al potere del monarca (Dario I, infatti, era stato uno dei più importanti imperatori della storia persiana: sotto il suo dominio, l'impero persiano aveva raggiunto la sua massima estensione).
Il primo atto del nuovo sovrano fu la già citata eliminazione di Bagoas. Subito dopo Dario III dovette rivolgere la sua attenzione alla difficile situazione interna del suo immenso impero: l'impero persiano, infatti, a causa della sua enorme estensione territoriale e delle eterogeneità dei popoli a esso sottomessi, dovette fare fronte frequentemente, nel corso della sua storia, a fenomeni di ribellione e tentativi di secessione, specie nelle sue satrapie più periferiche. Tuttavia il nuovo Gran Re si dimostrò all'altezza del suo titolo e sedò tutte le rivolte, soprattutto quella egiziana, la quale venne soppressa in un modo audace, con il Gran Re direttamente sul campo di battaglia, guadagnandosi l'appoggio dei satrapi e dei generali, nonché dell'esercito e del popolo persiano.

## Guerre con i Greci

### La campagna di Filippo II
Nel 336 a.C. Filippo II di Macedonia fu autorizzato dalla Lega di Corinto come suo egemone a iniziare una "sacra" guerra di vendetta contro i Persiani per avere dissacrato e bruciato i templi ateniesi durante la seconda guerra persiana, avvenuta oltre un secolo prima. Filippo inviò una forza avanzata in Asia Minore sotto il comando dei suoi generali Parmenione e Attalo per liberare i Greci che vivevano sotto il controllo persiano in Asia minore: dopo avere conquistato le città greche dell'Anatolia da Troia al fiume Meandro, Filippo fu assassinato e la sua campagna fu sospesa mentre il suo erede Alessandro III (poi conosciuto con l'appellativo di "Magno") consolidava il suo controllo sulla Macedonia e sul resto della Grecia.

### La guerra con Alessandro Magno
Nel maggio del 334 a.C. aveva inizio la grande spedizione militare di Alessandro Magno, risoluto a sconfiggere l'impero persiano definitivamente. Dopo che questi ebbe sconfitto il grande generale persiano Memnone nella battaglia del Granico, nello stesso anno, il Gran Re decise di prendere in mano personalmente la conduzione della guerra. Fu così che si giunse, nel novembre del 333 a.C., allo scontro frontale tra i due sovrani nella celebre battaglia di Isso (nei pressi di Alessandretta), che vide la vittoria dell'esercito greco su quello persiano grazie a una manovra di accerchiamento condotta da Alessandro verso il battaglione personale di Dario III, costringendolo a fuggire per non rischiare di perdere la vita nella mischia. A maggiore onta del Gran Re, la sua famiglia e il tesoro imperiale caddero nelle mani del nemico (per via della frettolosa fuga di Dario), mentre Dario stesso fu costretto alla fuga.
Ormai la situazione era ampiamente compromessa: Alessandro era padrone di tutte le terre occidentali dell'impero persiano e, necessariamente, Dario dovette cercare di addivenire a un accordo con lui. Gli offrì dunque di spartire l'impero in due e si impegnò a pagare un ampio riscatto per i propri familiari. Il Macedone tuttavia rifiutò ogni trattativa: non si sarebbe fermato sennonché all'annientamento del nemico.
Dario, dunque, dal cuore dei suoi domini, organizzò nuovamente la difesa, radunando un esercito immenso, mai visto fin dall'invasione della Grecia da parte di Serse I, e scese ancora una volta in battaglia contro Alessandro. Il primo ottobre del 331 a.C. si svolse la decisiva battaglia di Gaugamela (a circa 100 km da Arbil). Le sorti del combattimento furono a lungo incerte, ma, alla fine, furono nuovamente i Macedoni a prevalere, sempre grazie a una manovra della cavalleria di Alessandro che attaccò il battaglione di Immortali dove si trovava Dario, mettendolo in pericolo di vita e costringendolo alla fuga.
Ancora una volta si vide il carro del Gran Re lanciato in fuga verso est. Alessandro si impossessò della Mesopotamia nonché delle maggiori città principali dell'impero persiano, allora due delle capitali dell'impero: Babilonia e Susa. Solo Ecbatana, Persepoli e Pasargade restarono nelle mani di Dario.
Ariobarzane, principe e satrapo persiano di Persepoli, amico di Dario, condusse un disperato tentativo di difendere il cuore della Persia in un passo montuoso chiamato Porta persiana, così da fermare o quantomeno rallentare l'avanzata di Alessandro e dare tempo a Dario di radunare un altro esercito. Tramite imboscate e sfruttando il terreno a suo favore, Ariobarzane riuscì a resistere qualche mese, ma alla fine cadde anch'egli per via del genio militare di Alessandro nella parte finale della battaglia e della superiorità tecnologica dell'esercito macedone.
Dopo la caduta e il saccheggio di Persepoli e Pasargade a seguito della sconfitta alla porta persiana Dario fu costretto a lasciare Ecbatana. Dario si mosse ancora più verso oriente con il suo esercito, per cercare una volta di più di radunare un esercito e resistere all'impetuosa avanzata di Alessandro: questa volta, però, non ne ebbe la possibilità.

## Morte
Quando era a Ecbatana Dario apprese che l'esercito di Alessandro era in avvicinamento, e decise di ritirarsi in Battriana dove avrebbe potuto usare al meglio la sua micidiale cavalleria persiana e le sue forze mercenarie sul terreno più uniforme delle pianure dell'Asia. Condusse il suo esercito attraverso le Porte del Caspio, la strada principale attraverso le montagne che avrebbero potuto rallentare un esercito successivo. Le forze persiane divennero sempre più demoralizzate a causa della costante minaccia di un attacco a sorpresa da parte dei Macedoni, e ciò portò a molte diserzioni. Tale malcontento sfociò in un "colpo di Stato" guidato da Besso, un satrapo, e Nabarzane, un gestore dei pubblici affari del Gran Re e responsabile delle guardie del palazzo a Persepoli. I due uomini suggerirono a Dario di dare il comando di quello che restava dell'impero a Besso e promisero che il potere sarebbe stato ritrasferito al Gran Re non appena Alessandro fosse stato sconfitto; Dario ovviamente non accettò questo piano e i suoi cospiratori divennero più ansiosi di rimuoverlo per i suoi successivi fallimenti contro Alessandro e le sue forze. Patrono, il comandante dei mercenari greci, ormai molto più fedeli a Dario che mai per ragioni morali, chiese a Dario di accettare delle guardie del corpo composte da mercenari greci piuttosto che la sua solita guardia persiana per proteggerlo da un eventuale, ormai scontato, colpo di Stato da parte di Besso e Nabarzane, ma il re non poté accettare per ragioni politiche e accettò il suo destino. Besso e Nabarzane fecero infine incatenare Dario e lo gettarono su un carro trainato da buoi mentre ordinavano alle forze persiane di continuare ad avanzare. Secondo la storia di Alessandro di Quinto Curzio Rufo a questo punto Alessandro e una piccola forza mobile arrivarono e gettarono i Persiani in preda al panico, portando Besso e altri due cospiratori, Satibarzane e Barsaente, a ferire il re con alcuni giavellotti e lasciarlo morire.
Un soldato macedone trovò Dario inerte nel carro, una delusione per Alessandro, che voleva catturarlo vivo. Alessandro vide il suo cadavere sul carro e gli prese l'anello con sigillo reale dal dito. In seguito mandò il corpo all'ormai distrutta Persepoli, diede al Gran Re un magnifico funerale di Stato e ordinò che fosse sepolto (con tutti gli onori), come tutti i suoi predecessori, nelle tombe reali. La tomba di Dario non è stata ancora scoperta. Alla fine Alessandro, per cercare di unire Persiani con Greci, sposò la figlia di Dario, Stateira, a Susa.

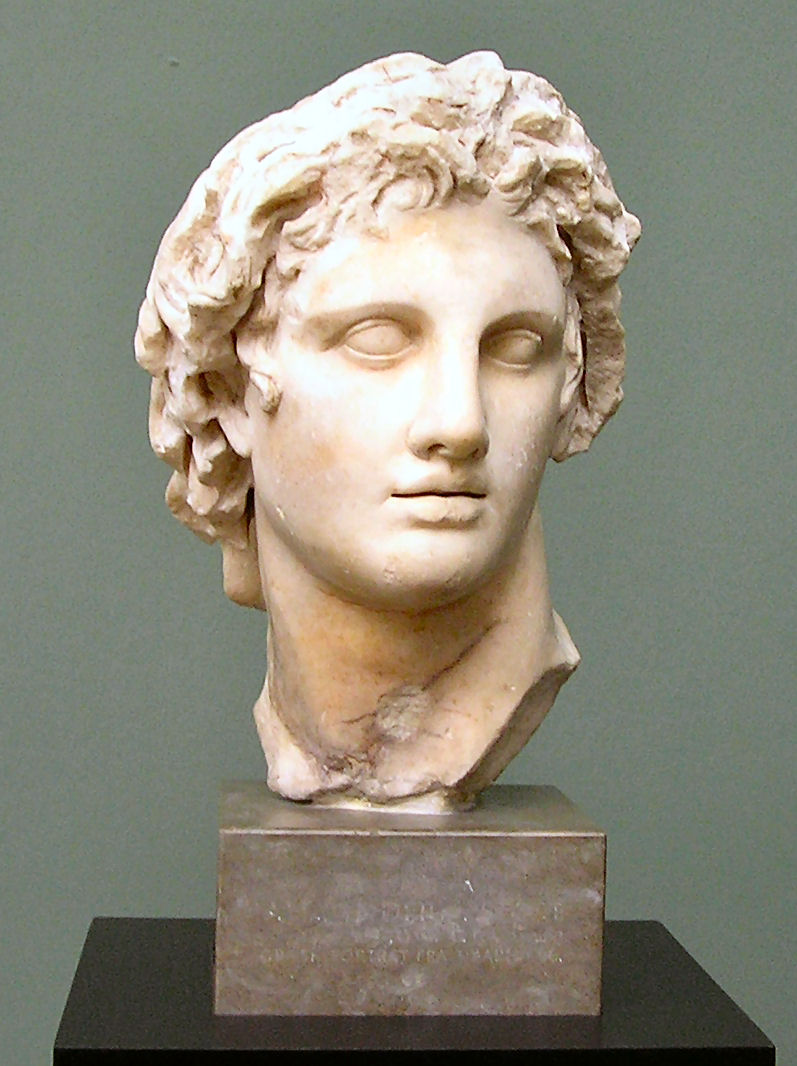
Busto di Alessandro magno

Nello stesso tempo si estingueva con lui la secolare dinastia degli Achemenidi, i sovrani che per due secoli avevano dominato un impero senza pari nel mondo.
La Persia scompariva dal novero delle grandi potenze del mondo antico, ma lasciava un'eredità culturale incancellabile. La cultura persiana si fuse con quella greca, dando origine insieme a quel periodo storico (e culturale) che va sotto il nome di ellenismo, che avrebbe avuto un'importanza fondamentale nella storia d'Europa e dell'Asia.
Il ricordo della magnificenza dell'impero achemenide non scomparve mai e allorché, a partire dal III secolo d.C., una nuova dinastia di etnia persiana, i Sasanidi, tornò sul trono di Persia, non smise mai di rivendicare l'eredità dei sovrani achemenidi contro quelli che ormai erano diventati gli eredi di Alessandro Magno e dei regni ellenistici: i Romani.

## Faraone d'Egitto
Anche in Egitto, in seguito alla situazione di debolezza venutasi a creare durante il breve regno di Arses, si verificarono tentativi di recuperare l'indipendenza: uno dei promotori di queste rivolte, Khababash, giunse a proclamarsi faraone attribuendosi di fatto la titolatura reale egizia.
L'appena incoronato Gran Re, dunque, intraprese una campagna militare per riportare il paese sotto la sua autorità: la spedizione ebbe un glorioso successo, essendo la prima vittoria militare dell'appena incoronato re Dario III. Questo episodio, avvenuto all'inizio del suo regno, risultò decisivo per ottenere l'appoggio dei vari satrapi e del popolo persiano. Nel gennaio del 334 a.C. l'Egitto tornò a essere una satrapia persiana a tutti gli effetti.
Il nome di Dario III come Faraone d'Egitto è attestato in scrittura geroglifica nel cimitero dei tori sacri a Montu ad Armant.

### Cronologia
| Periodo         | Dinastia            | Anni di regno       |
| Impero persiano | Dinastia achemenide | 336 a.C. - 330 a.C. |

| predecessore: Artaserse IV | Gran Re, Re dei Re 336 a.C. – 330 a.C. | successore: Alessandro III |